# هوراسيو ألفاريز ميسا
هوراسيو ألفاريز ميسا (بالإسبانية: Horacio Álvarez Mesa)‏ هو صحفي ومحامي وكاتب وسياسي إسباني، ولد في 30 نوفمبر 1881 في أفيليس في إسبانيا، وتوفي بنفس المكان في 1 يوليو 1936.